# Naturschutzgebiet Pinnower Läuche und Tauersche Eichen
Koordinaten: 51° 57′ 8,2″ N, 14° 30′ 20″ O
Das Naturschutzgebiet Pinnower Läuche und Tauersche Eichen befindet sich zwischen Jamlitz im Westen, Pinnow, Ortsteil der Gemeinde Schenkendöbern im Osten und Drewitz, Ortsteil der Gemeinde Jänschwalde im Süden. Es erstreckt sich südlich und westlich des Pinnower Sees im Landkreis Spree-Neiße.

## Namensdeutung
Lauch oder Läuche ist eine Abwandlung des niedersorbischen Wortes lug = Grassumpf, sumpfige Niederung. Variationen des Wortes wie laọx, laọk oder laọ wandelten sich zum heutigen Lauch.

## Naturschutzgebiet

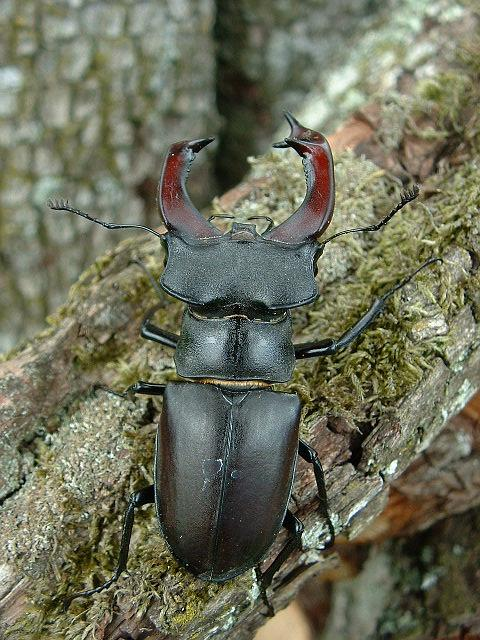
Hirschkäfer

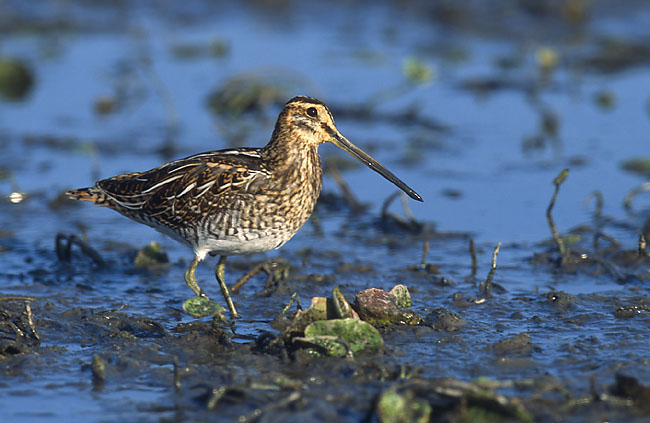
Bekassine

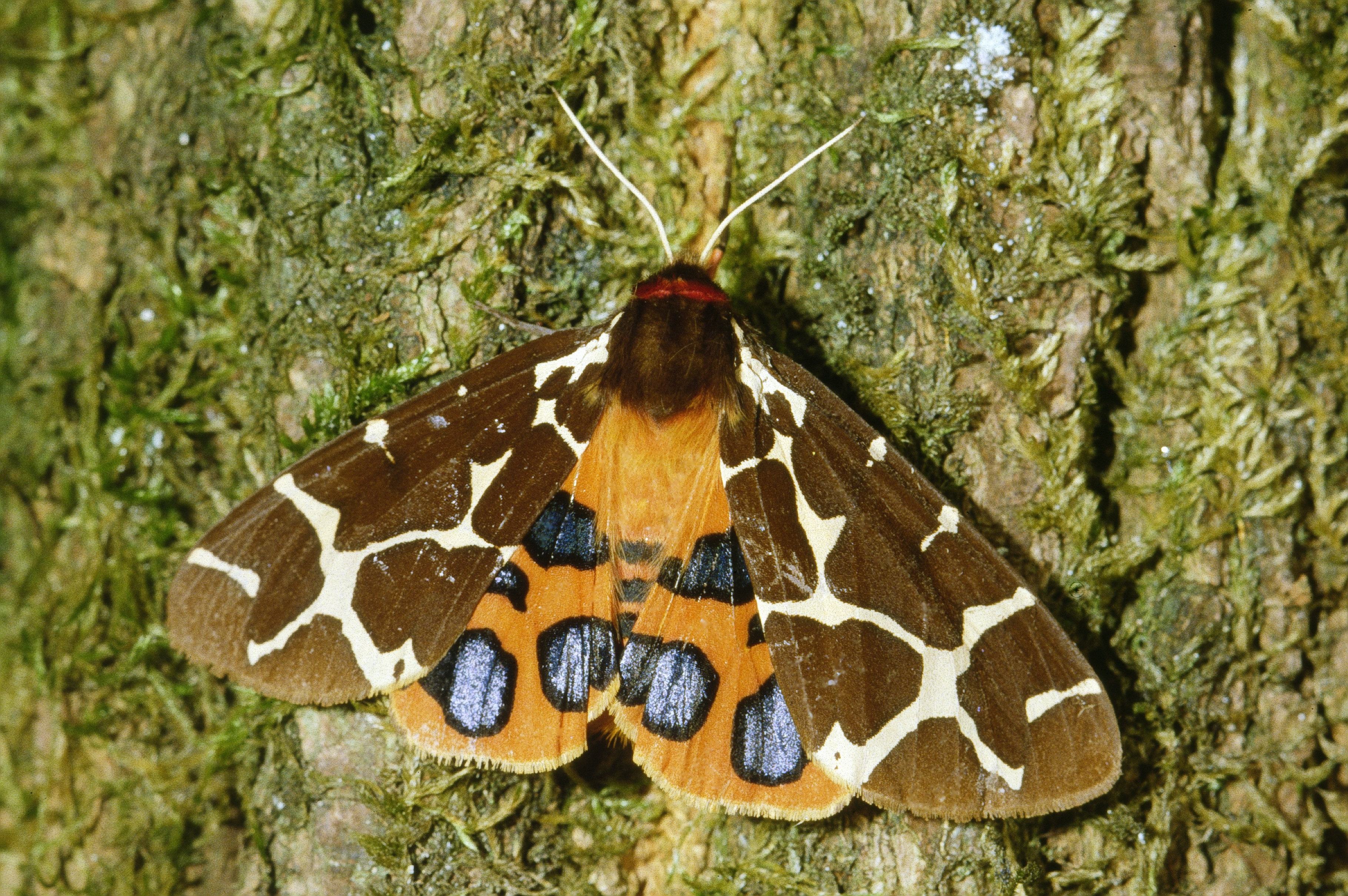
Brauner Bär

Als Bestandteil des Naturparks Schlaubetal wurde im Jahre 2002 eine Fläche von 1533,70 Hektar unter Schutz gestellt. Innerhalb des Naturschutzgebiets sind zwei Totalreservate mit rund 47 Hektar ausgewiesen. Das Totalreservat Pinnower Läuche liegt in der Flur 1 der Gemarkung Schönhöhe sowie der Flur 6 der Gemarkung Pinnow, das Totalreservat Tauersche Eichen liegt in der Flur 2 der Gemarkung Drewitz. Das Gebiet zeichnet sich durch Feuchtgebiete aus, welche durch Verlandung = Vermoorung von Seen in der ansonsten sehr trockenen Lieberoser Endmoräne entstanden sind. Es finden sich naturnahe Wälder und naturbelassene, nährstoffarme Kessel- und Verlandungsmoore und ein  eingelagerter Flachsee, der Kleinsee. Er befindet sich südlich des Pinnower Sees. Im Waldrevier Kleinsee befinden sich die geschützten Eichen. Dort wurden mit Plaketten sogenannte Methusalem-Bäume ausgezeichnet, diese Traubeneichen sind alle über 100 Jahre alt und von der Nutzung ausgeschlossen. So wird garantiert, das sie einmal als Totholz in den Kreislauf der Natur eingehen. Besondere Lebensräume innerhalb des Geländes sind u. a. der Biotopverbund Drewitzer Wald/Bärenklauer Heide, die Kesselmoore Kleiner Wiedel, Rohrlauch und Trockenes Lauch als Lebensraum seltener Schmetterlingsarten wie der Fieberklee-Sumpfeule (Acronicta menyanthides), der Traubeneichenwald (Calamagrostio-Agrostio-Quercetum) als Lebensraum von totholzbewohnenden Käfern wie Hirschkäfer (Lucanus cervus) und Eichenschnellkäfer (Lacon querceus).
Besonderen Schutz genießen u. a.:
- Pflanzengesellschaften wie: Schlammseggenriede, Torfmoos-Wollgrasriede, Torfmoos-Schilfröhrichte, Moosbeeren- und Sumpfporst-Torfmoosgesellschaften, Steifseggenriede, Kohldistel-Feuchtwiesen und Großseggenried, Blaubeer-Kiefern-Traubeneichenwälder sowie Totholz als Lebensraum zahlreicher höhlenbrütender Vogelarten, Fledermäuse und Insekten
- seltene Pflanzen wie: Rundblättriger Sonnentau (Drosera rotundifolia), Sumpfporst (Ledum palustre), Drachenwurz (Calla palustris) und Fieberklee (Menyanthes trifoliata),
- seltene Vogelarten wie: Kranich (Grus grus), Bekassine (Gallinago gallinago), Wiedehopf (Upupa epops),
- seltene Amphibien und Reptilien, u. a. die dort heimische Ringelnatter (Natrix natrix)
- seltene Schmetterlingsarten, wie Grünwidderchen (Adscita spp.), Brauner Bär (Arctia caja) und Ordensbänder (Catocala spp.)

## Wanderwege
Innerhalb des Naturschutzgebietes wurden auf etwa zehn Kilometern Länge besonderer Wanderwege ausgewiesen. Der Wanderer findet acht Stationen, einen Aussichtsturm und eine Wanderhütte vor. Besonders informativ sind die Naturlehrpfade um die Seen. Auf etwa zwei Kilometer Strecke rund um den Kleinsee und etwa vier Kilometer um den Großsee finden sich u. a. verschiedene Lehrtafeln zu den Tieren und Pflanzen, welche hier ihren Lebensraum haben. Die Wege sind untereinander verbunden, es gibt einen Besucherparkplatz, welcher als Start- und Zielpunkt genutzt werden kann. Besuchern ist das Baden an der gekennzeichneten Badestelle am Südufer des Kleinsees gestattet. Auch das Benutzen von fünf Ruderbooten, welche registriert und gekennzeichnet sein müssen, Anmeldung erfolgt bei der Unteren Naturschutzbehörde, auch Angeln von den Stegen aus, ist gestattet. Die Plätze sind ausgewiesen, das Befahren der Gewässer ist jedoch in der Zeit vom 1. April bis 15. August eines Jahres verboten.